# دری و استرابن
دری و استرابن (به انگلیسی: Derry and Strabane) یک بخش در ایرلند شمالی است.